# بروورویل (مینه‌سوتا)
بروورویل، مینه‌سوتا (به انگلیسی: Browerville, Minnesota) یک شهر در ایالات متحده آمریکا است که در مینه‌سوتا واقع شده‌است.

## خصوصیات
بروورویل ۲٫۷۵ کیلومترمربع مساحت و ۷۹۰ نفر جمعیت دارد و ۳۹۱ متر بالاتر از سطح دریا واقع شده‌است.